# Xorides niger
Xorides niger är en stekelart som först beskrevs av Pfeffer 1913.  Xorides niger ingår i släktet Xorides, och familjen brokparasitsteklar. Enligt den finländska rödlistan är arten nationellt utdöd i Finland. Artens livsmiljö är skogar. Utöver nominatformen finns också underarten X. n. rufus.